# Stanislaw Awenirowitsch Krapuchin
Stanislaw Awenirowitsch Krapuchin (russisch Станислав Авенирович Крапухин; * 28. März 1998 in Sankt Petersburg) ist ein russischer Fußballspieler.

## Karriere

### Verein
Krapuchin begann seine Karriere bei Zenit St. Petersburg. Für die U-19 von Zenit spielte er auch in der UEFA Youth League. In der Winterpause der Saison 2016/17 rückte er in den Kader der Zweitmannschaft von Zenit. Sein Debüt für diese in der Perwenstwo FNL gab er im März 2017, als er am 25. Spieltag jener Saison gegen den FK Neftechimik Nischnekamsk in der Startelf stand und in der 62. Minute durch Kirill Pogrebnjak ersetzt wurde. Sein erstes Zweitligator erzielte er im Mai 2017 bei einem 3:0-Sieg gegen den PFK Sokol Saratow.
Nach 19 Einsätzen für Zenit-2 wechselte Krapuchin zur Saison 2018/19 innerhalb der zweithöchsten Spielklasse zu Tom Tomsk. In Tomsk kam er in jener Saison zu zehn Einsätzen. Zur Saison 2019/20 wurde er an den Drittligisten FK Nowosibirsk verliehen. In der Perwenstwo PFL kam er zu elf Einsätzen. Nach der Saison 2019/20 kehrte er nicht mehr nach Tomsk zurück, sondern wechselte zum Drittligisten Swesda St. Petersburg. Nach nur einem Einsatz im Cup für Swesda kehrte Krapuchin noch im August 2020 zu Zenit zurück, wo er für die inzwischen nur noch drittklassige Zweitmannschaft spielen sollte.
Im November 2020 stand er gegen den FK Krasnodar auch erstmals im Profikader von Zenit. Im selben Monat debütierte er auch in der Premjer-Liga, als er am 15. Spieltag der Saison 2020/21 gegen Achmat Grosny in der 87. Minute für Alexander Jerochin eingewechselt wurde. Bis Saisonende kam er zu drei Einsätzen in der Premjer-Liga, zudem kam er zu 29 Drittligaeinsätzen für Zenit-2, in denen er 19 Tore erzielte, wodurch er Torschützenkönig der Gruppe 2 der Perwenstwo PFL wurde.
Im August 2021 wechselte Krapuchin nach Lettland zum Riga FC.

### Nationalmannschaft
Krapuchin spielte zwischen März und Juni 2016 sechs Mal für die russische U-18-Auswahl. Im September 2016 kam er zu zwei Einsätzen für die U-19-Mannschaft.